# 안도키데스 화공의 일체형 암포라

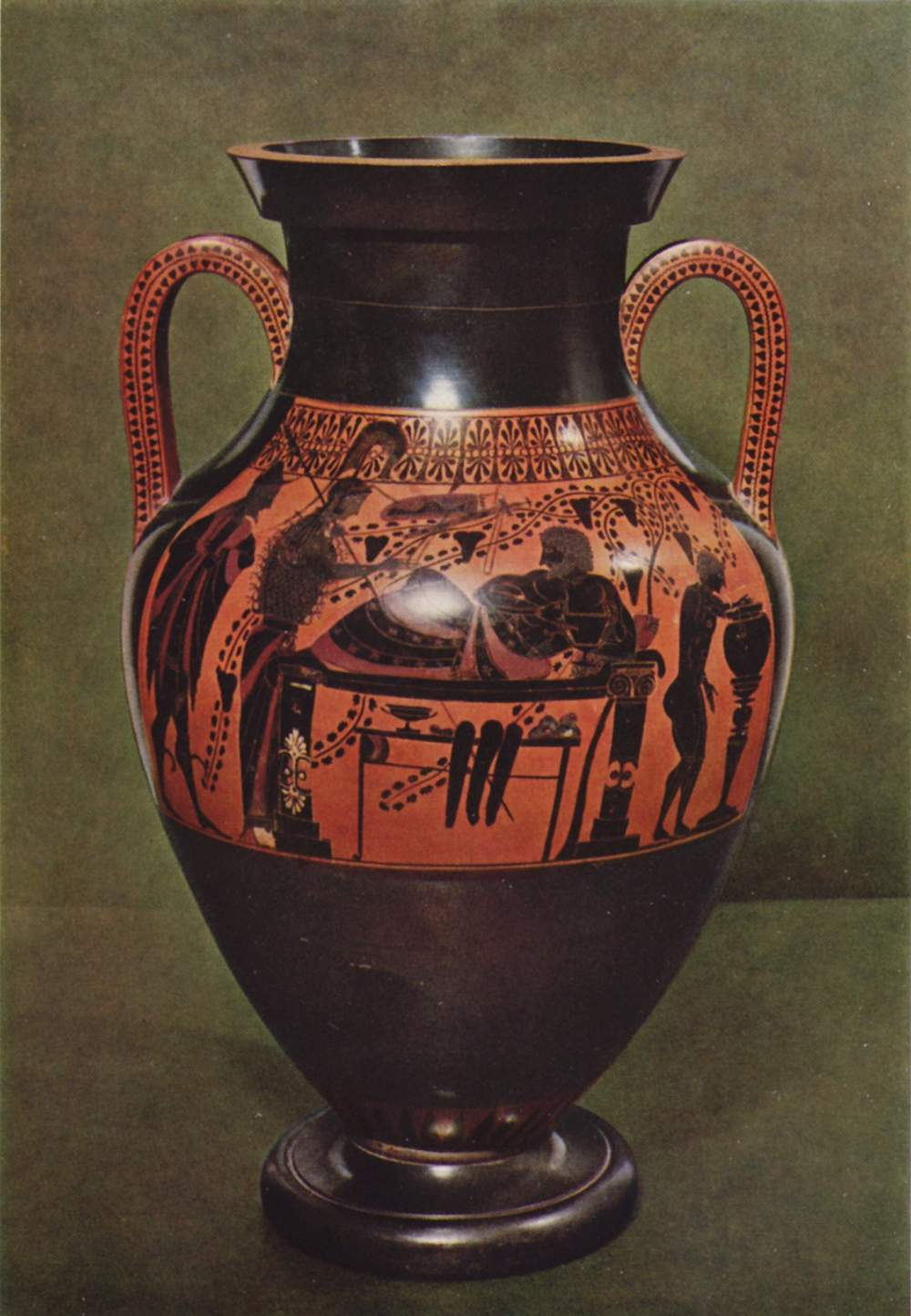
검은 그림 (흑회) 쪽 면

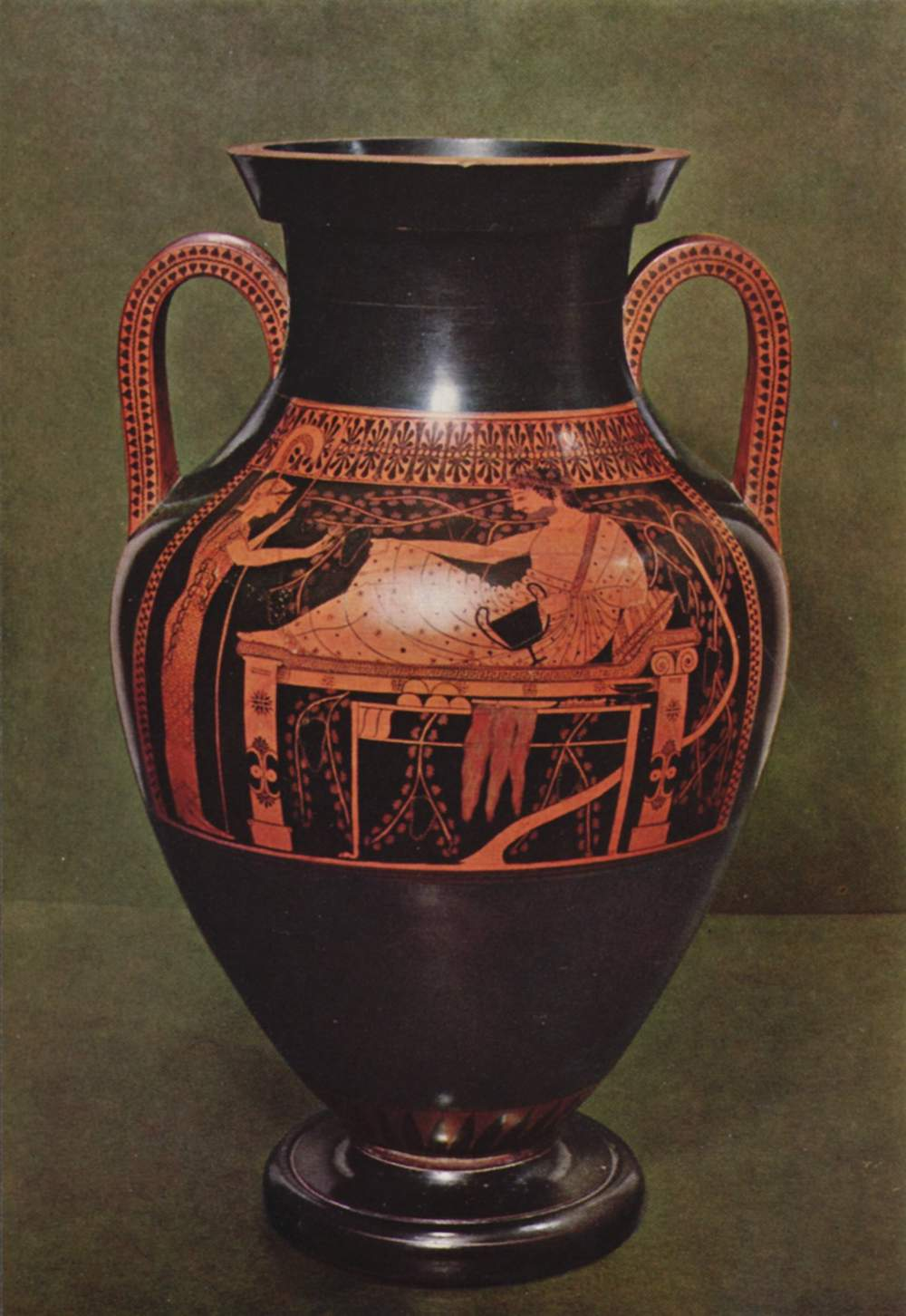
붉은 그림 (적회) 쪽 면

독일 뮌헨 국립 고미술품 박물관에 소장된 안도키데스 화공의 일체형 암포라 (소장번호 2301번, 독일어: Bauchamphora des Andokides-Malers)는 암포라에 새겨진 고대 그리스 회화로, 아테나이의 안도키데스 화공이 제작한 것 중 가장 유명한 작품이다. 암포라의 크기는 높이 53.5cm에 지름 22.5cm이며, 기원전 520년이나 510년에 제작된 것으로 추정된다. 이탈리아 불치에서 출토되었으며, 바이에른 왕국의 루트비히 1세의 대리인이었던 마르틴 폰 바그너 (Martin von Wagner)가 매입하였다.
한 개의 도기에 두 가지 유형의 회화가 그려진 양면 도기 회화로, 아티카의 흑회식 도기에서 적회식 도기로 넘어가는 양식의 전환기를 보여주는 고고학적 증표이다. 양면 도기 자체가 흔치 않을 뿐더러, 똑같은 묘사 대상을 두 가지 양식으로 반복해서 새긴 것은 더더욱 드물기에 귀중하다. 또 흑회식과 적회식의 두가지 기법의 차이를 설명할 때 예시로 가장 많이 인용되는 작품이기도 하다. 표면에는 안도키데스의 서명이 새겨져 있으며 도기의 제작자로 추정된다. 다만 흑회면의 경우 리시피데스 화공이 그린 것으로 추정하기도 하고, 똑같이 안도키데스 화공이 그린 것으로 추정하기도 한다.

## 특징
안도키데스 화공은 고대 그리스의 도기 회화에서 적회식 기법을 처음 고안한 것으로 널리 여겨지고 있다. 적회식 기법이란 그전까지 널리 씌였던 흑회식을 반전시킨 기법으로 훨씬 더 섬세한 묘사가 가능했다. 적회식 기법이 도입되던 초창기에는 두 가지 기법이 양존하는 모습을 보인다. 그 중에서는 앞면과 뒷면을 양분하여 두 가지 기법을 동시에 쓴 도기도 존재했다. 이 작품은 두 가지 기법을 동시에 썼을 뿐더러 묘사된 대상도 똑같다는 점, 그리고 두 기법을 각각 비교해 볼 수 있다는 점에서 특별하다. 그림 속 주인공은 그리스 신화의 영웅 헤라클레스로, 기댈 수 있는 의자의 일종인 클리나이에 기댄 채 술을 마시는 모습이다.
다만 묘사 대상만 같을 뿐 아주 똑같은 그림은 아닌데, 앞뒷면의 그림이 조금씩 차이가 있기 때문이다. 검은 그림 (흑회) 쪽에는 헤라클레스가 오른손에 술잔 (칸타로스)를 쥐고 드러누운 자세다. 그리고서 바로 앞에 서 있는 아테나 여신을 응시하고 있다. 아테나 여신 뒤에는 날개 달린 신발과 모자를 쓴 헤르메스가, 또 그 반대편에는 그보다 작게 그려진 헐거벗은 종이 디노스 항아리의 포도주를 섞고 있다. 헤라클레스 옆, 즉 관람객 입장에서 정면에는 작은 탁상이 있어 고기, 빵, 킬릭스 잔 등이 보인다. 그림의 바탕에는 포도나무 덩쿨이 헤라클레스와 두 신 사이를 가로지르고 있다. 헤라클레스의 무기는 위쪽에 매달려 있어 벽에 내걸린 듯한 모습이다.
붉은 그림 (적회) 쪽에는 포도주 섞는 종과 헤르메스가 없고, 무기도 사라져 있다. 대신 포도나무 덩쿨이 인물 주변으로 더 칭칭 감겨 있는 모습이다. 헤라클레스는 윗몸을 조금 더 일으킨 자세로 있고 한쪽 손은 무릎을 잡고 있다. 두 인물 사이의 거리는 조금 더 멀어져 있다. 헤라클레스가 쥐고 있던 칸타로스 술잔은 색만 반전시켜 검은색으로 그려져 있으며 그 때문에 좀 더 돋보인다. 아테나는 반쯤 핀 꽃을 헤라클레스에게 건네고 있다. 마지막으로 그림 내부의 디테일이 좀 더 섬세해져, 검은 그림 쪽보다 옷주름이 더 많은 모습이다.

## 갤러리

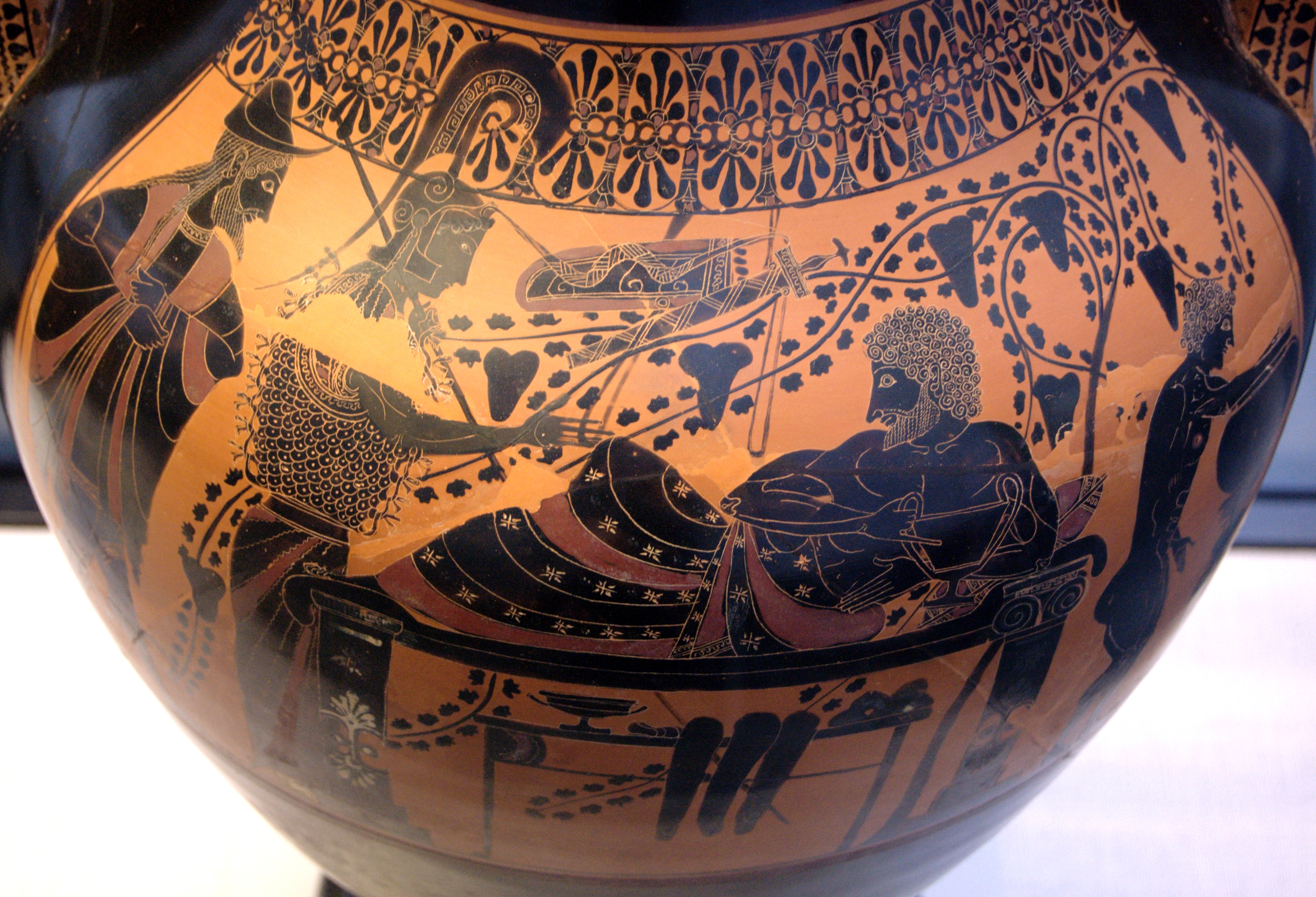
검은 그림 (흑회) 쪽 면 (확대)
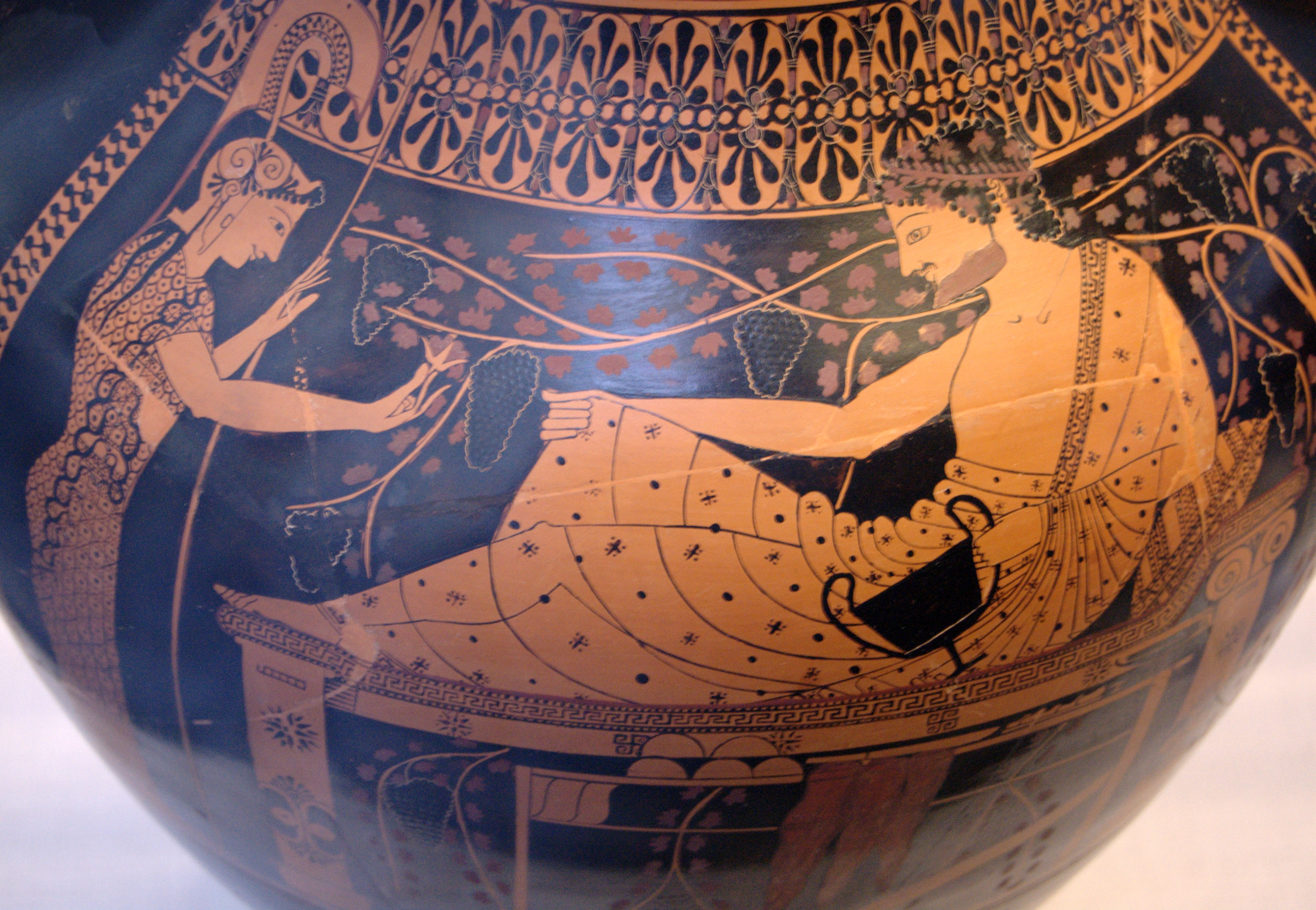
붉은 그림 (적회) 쪽 면 (확대)

## 같이 보기
- 고대 그리스 도기
- 고대 그리스 미술

## 참고 문헌
- Michael Siebler: Griechische Kunst, Taschen, Köln u.a. 2007, p. 46f. ISBN 978-3-8228-5447-1